# François Walter (peintre)
Pour les articles homonymes, voir François Walter et Walter.
François Walter, né à Strasbourg le 5 mars 1755 et décédé dans la même ville le 10 mars 1830, est un artiste peintre et dessinateur français. Il est l’auteur de plusieurs planches d’illustration publiées dans des ouvrages consacrés aux paysages et localités d’Alsace.

## Biographie
Peu de choses sont connues à propos de la vie de François Walter. Artiste amateur et sans doute autodidacte, il a beaucoup voyagé en Alsace pour réaliser ses nombreuses vues dessinées sur le motif.

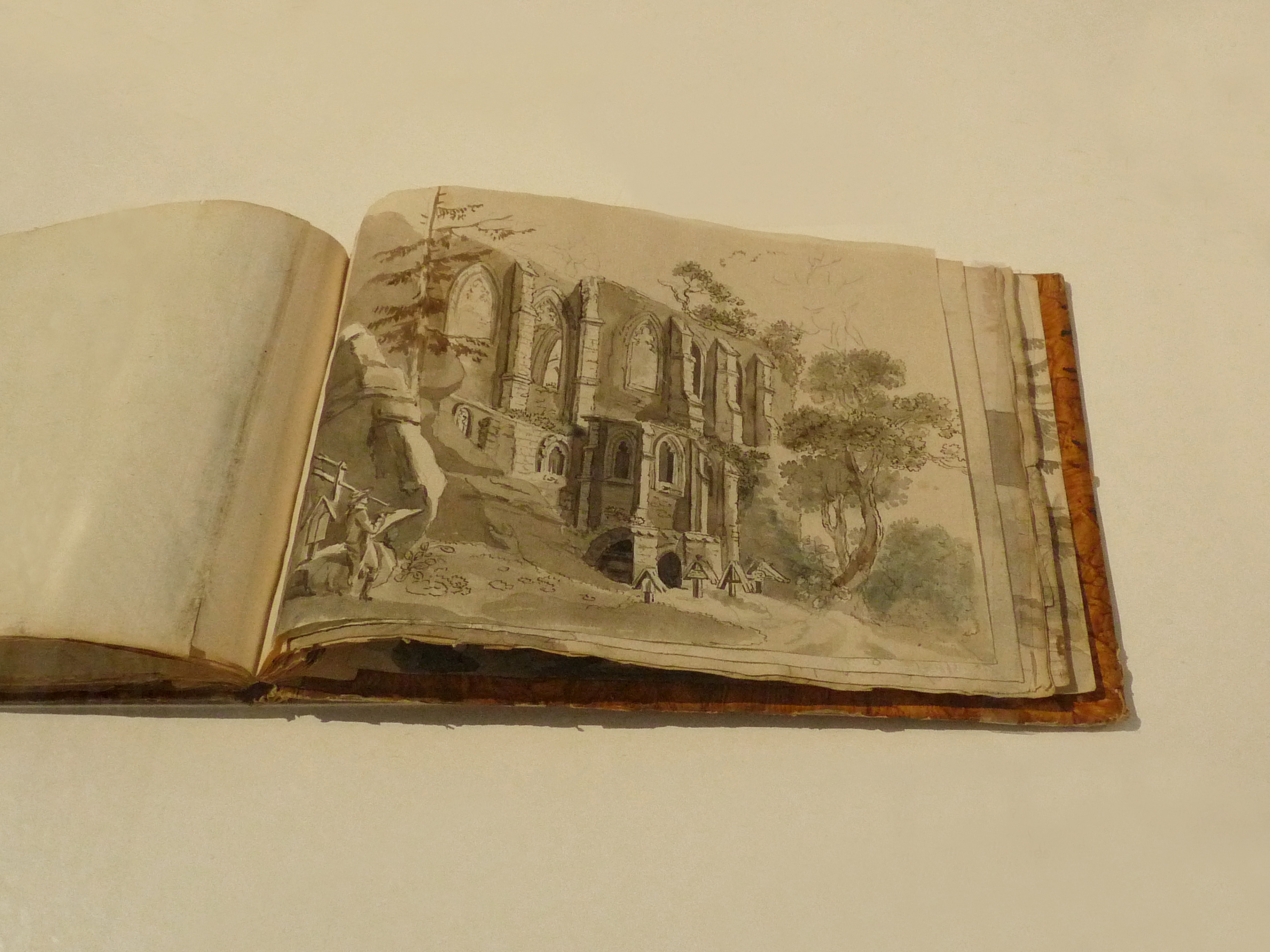
Carnet de croquis (Cabinet des estampes et des dessins de Strasbourg).

Concernant ses liens familiaux, il est le petit-neveu du chroniqueur et peintre naturaliste strasbourgeois, Johann Walter (1604-1679).
Grâce à l’annotation d’un dessin daté de 1791, on sait que l’épouse de Walter était apparentée aux Salzmann, une importante famille d’intellectuels strasbourgeois.
Par ailleurs, il était sans doute lié d’amitié avec le peintre Christian Sigrist (1746-1826), dont on retrouve plusieurs dessins dans un de ses albums conservé au Cabinet des Estampes.

## Œuvres
Il existe de nombreux dessins de François Walter conservés à la Bibliothèque nationale et universitaire et au Cabinet des Estampes de Strasbourg. Ces œuvres témoignent du goût de l’artiste pour la représentation de paysages et vues pittoresques de ruines, telles que l’ancien monastère de Truttenhausen, le château du Haut-Koenigsbourg et de Hohenbourg, ainsi que de villes et villages alsaciens comme Eguisheim, Ribeauvillé, Plobsheim et Strasbourg.
Walter a également peint sur le motif des études de plantes et d’arbres. Peut-être inspiré par l’œuvre de son grand-oncle, il a également fait des dessins d’observation compilés dans un album intitulé Herbier du Bas-Rhin, daté de 1795. L’artiste y dresse un catalogue de plantes et d’insectes en reprenant la classification des espèces élaborée par le naturaliste suédois Carl von Linné.
François Walter a réalisé les illustrations de deux recueils consacrés aux paysages d’Alsace, comme les dessins gravés et mis en couleur accompagnés des textes de Philippe-André Grandidier pour l’ouvrage Vues pittoresques d’Alsace, publié en 1785.
On retrouve parmi ces planches les mêmes lieux que ceux représentés dans ses albums de dessins, et d’autres tout aussi évocateurs de sa région natale : le Grand Ballon, le Lac Noir, Munster et la vallée de la Bruche. Après la  parution de seulement trois fascicules, avec certaines images sans texte d’accompagnement, l’entreprise est restée inachevée, sans doute à cause de la mort précoce de Grandidier en 1787.
François Walter a peut-être eu pour projet de réaliser un autre recueil, intitulé Vues du Haut et Bas-Rhin. C’est en tout cas ce que laisse supposer un dessin daté de 1794, où figurent ce titre ainsi que le nom de l’artiste.

Pour la Description du Ban-de-la-Roche publiée par Jean Massenet (1748-1824) en 1797, Walter a réalisé plusieurs dessins représentant des localités de cette ancienne seigneurie, comme Fouday, Rothau et le château de la Roche.

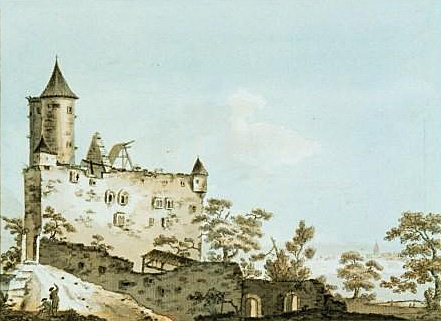
Château de Kientzheim
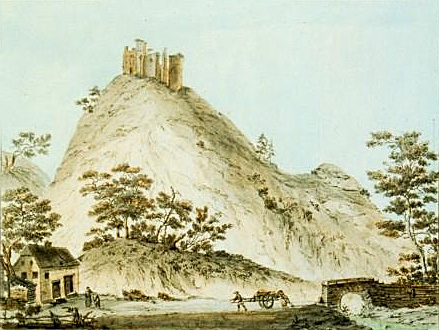
Echery
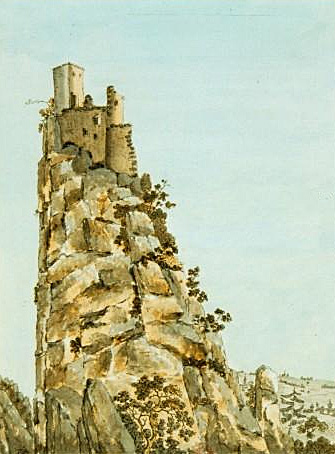
Girsberg
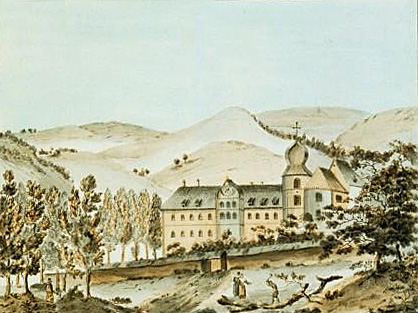
Abbaye de Pairis

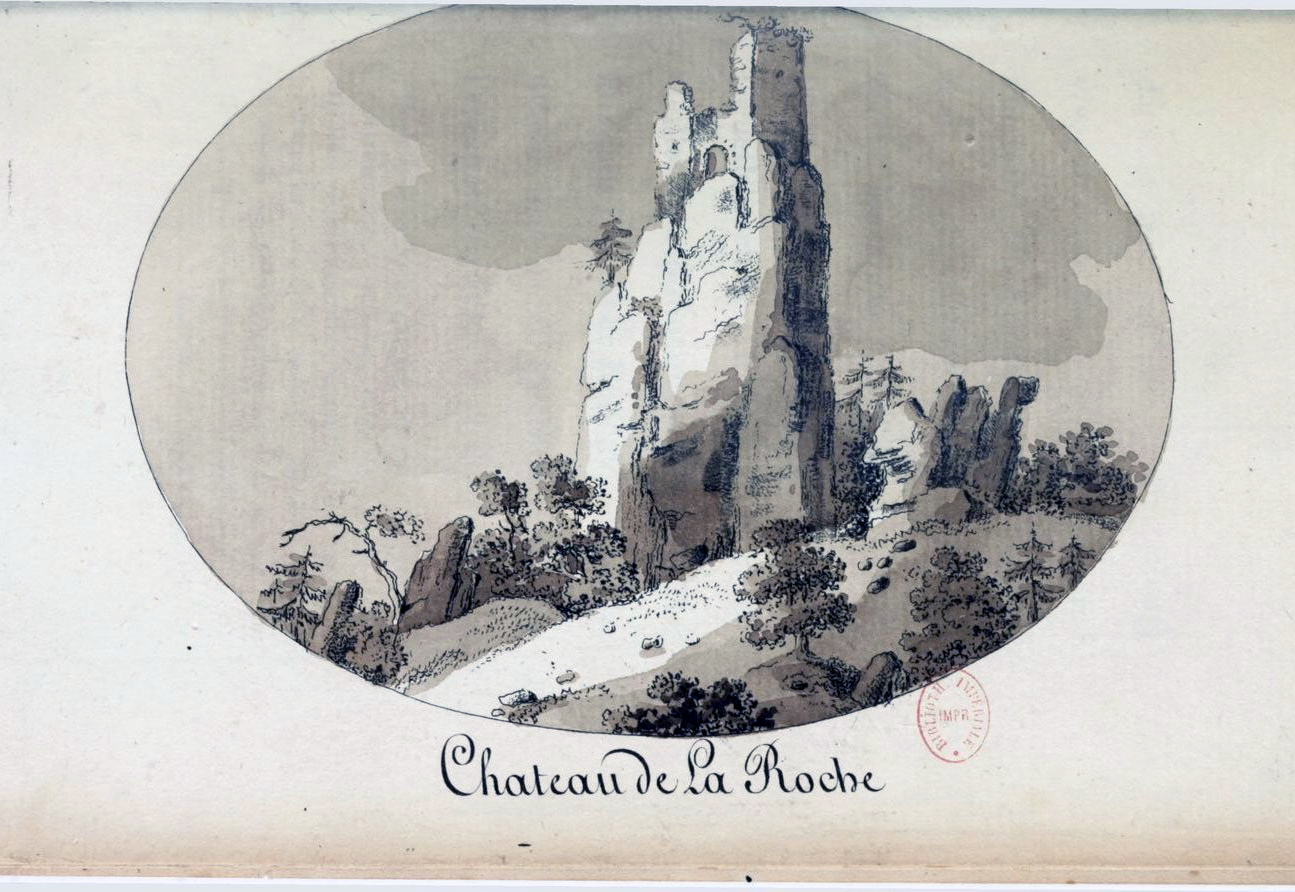
Vue du château de la Roche, près de Bellefosse
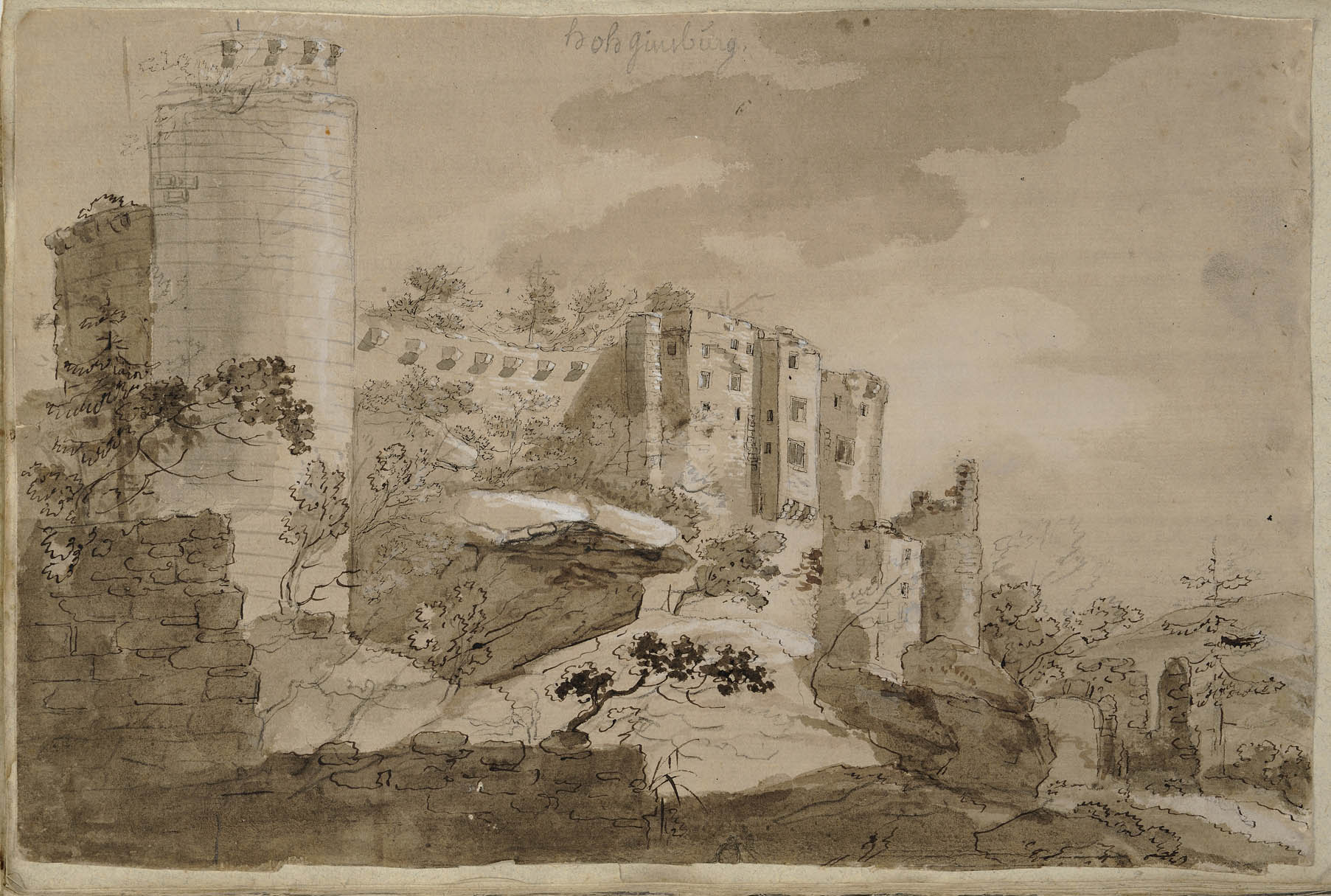
Vue du château du Haut-Koenigsbourg, vers 1800
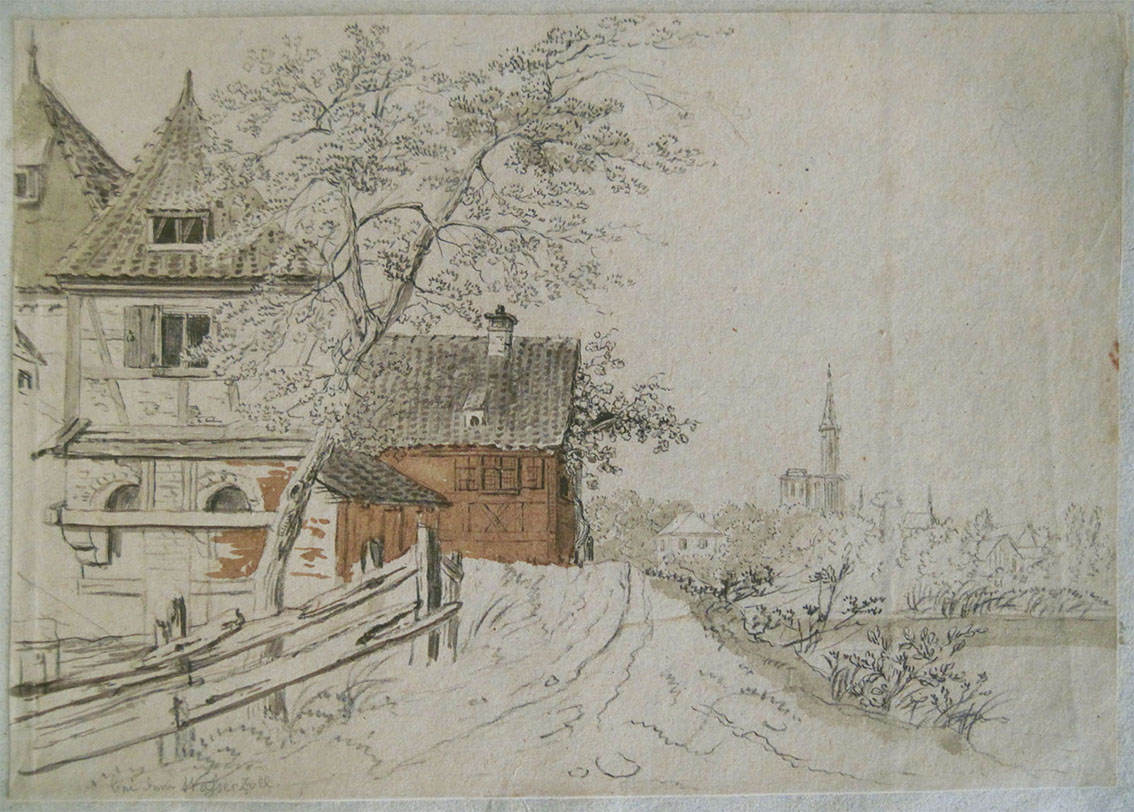
Vue de l'ancienne tuilerie depuis le péage fluvial (Wasserzoll) de la Robertsau, au nord de Strasbourg, vers 1800
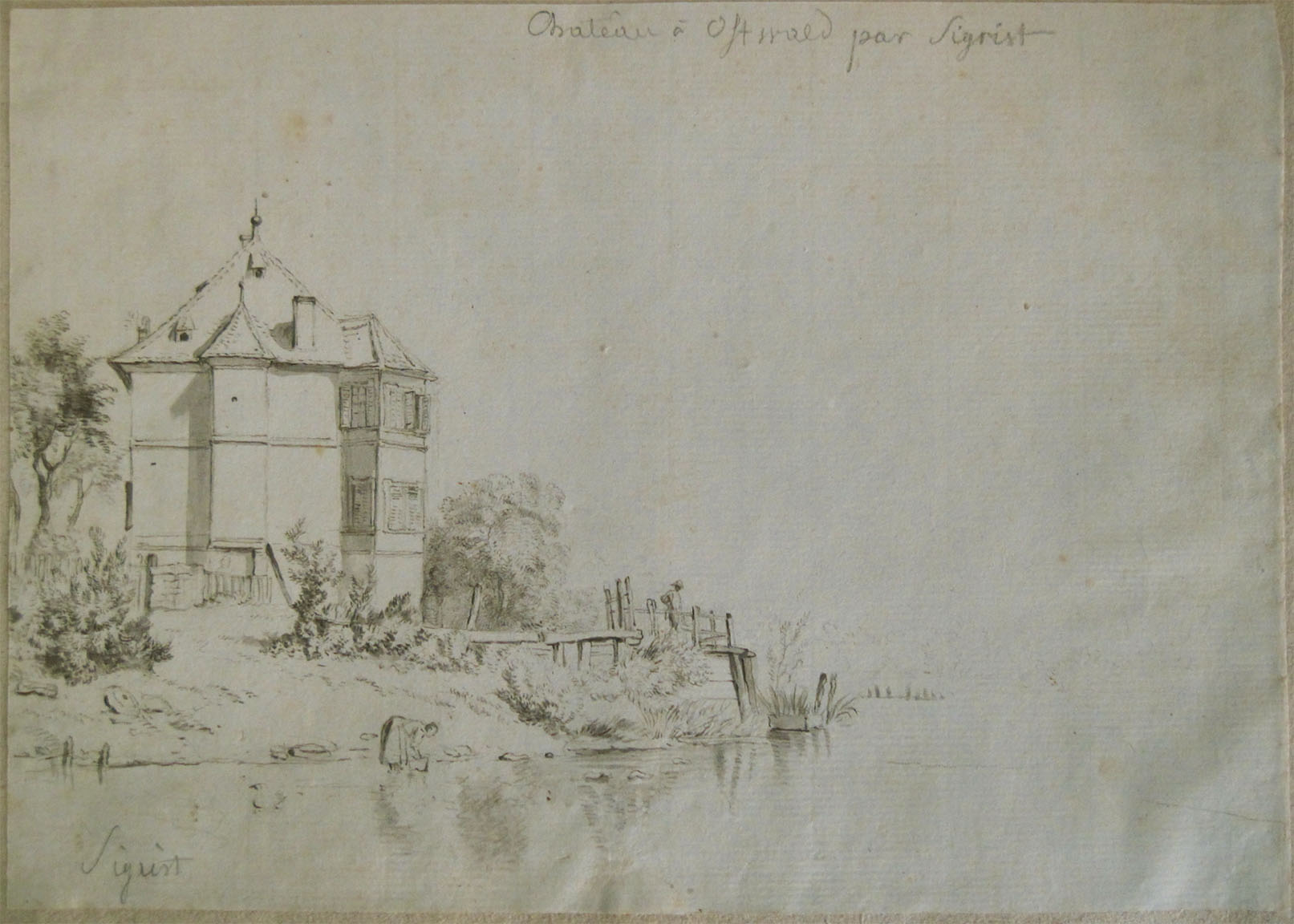
Vue du « château d’Ostwald » par Christian Sigrist, vers 1800
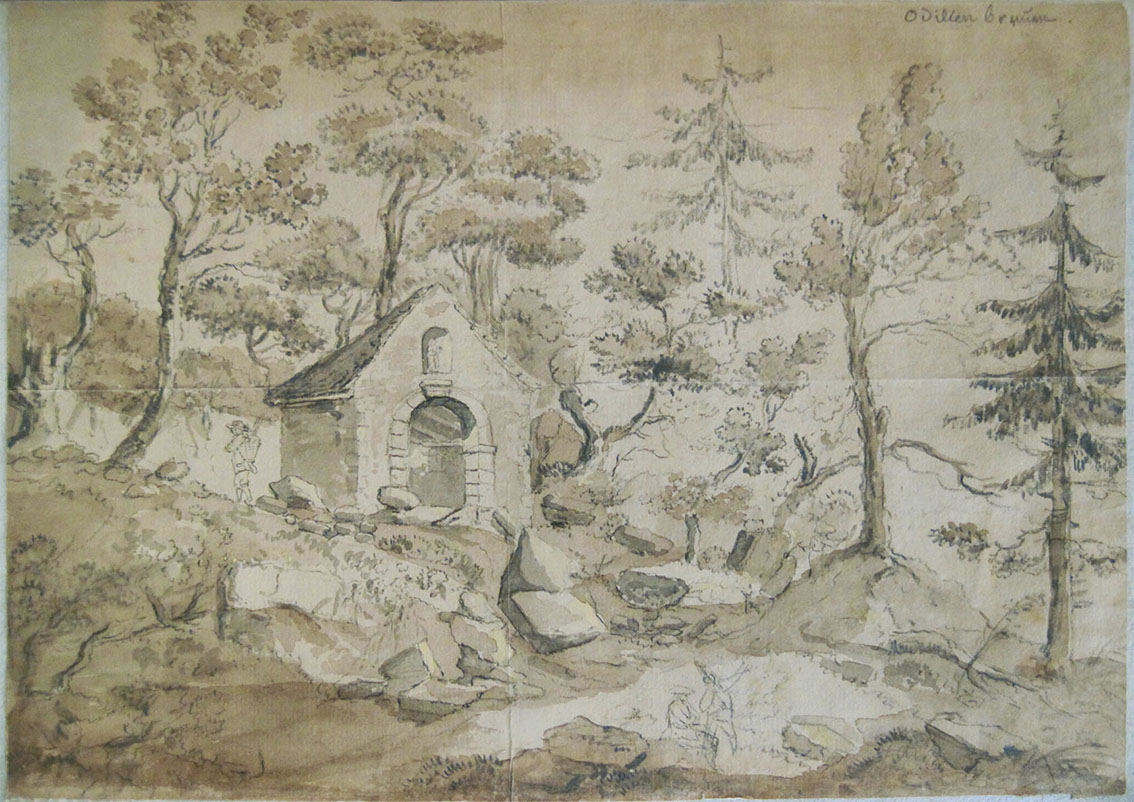
Vue de la fontaine près du couvent du Mont Sainte-Odile, vers 1800